# Otero (Kasztília-La Mancha)
Otero település Spanyolországban, Toledo tartományban. Otero Los Cerralbos, El Casar de Escalona, Hormigos, Santa Olalla, Domingo Pérez és Illán de Vacas községekkel határos. Lakosainak száma 431 fő (2024).

## Népesség
A település népessége az utóbbi években az alábbiak szerint változott:
| Lakosok száma | 191  | 214  | 285  | 350  | 381  | 388  | 343  | 331  | 357  | 431  |
|               | 2001 | 2004 | 2007 | 2009 | 2012 | 2014 | 2017 | 2019 | 2022 | 2024 |